# كاترين غودمان
كاترين غودمان (بالإنجليزية: Catherine Goodman)‏ هي رسامة بريطانية، ولدت في 1961.